# Volvo S60
O Volvo S60 é um automóvel de segmento D fabricado e comercializado pela Volvo desde 2000.
A primeira geração (2000–2009) foi lançada no outono de 2000 para substituir o S70 e foi baseada na plataforma P2. Ele tinha uma versão perua de design semelhante chamada Volvo V70 e um motor de alto desempenho e uma versão com suspensão esportiva chamada S60 R. As dicas de estilo foram tiradas do carro-conceito ECC e do S80.
A segunda geração (2010–2018) foi lançada em 2010 para o ano modelo 2011 e tem sua própria versão perua, conhecida como Volvo V60.
A terceira geração juntou-se à linha Volvo em 2018 para o ano modelo 2019. Ele é produzido sobre uma versão encurtada da plataforma Scalable Product Architecture, na primeira fábrica da Volvo nos Estados Unidos em Ridgeville, Carolina do Sul. Os EUA tornaram-se a única fonte global do sedã S60 depois que a produção na China foi encerrada no início de 2019.

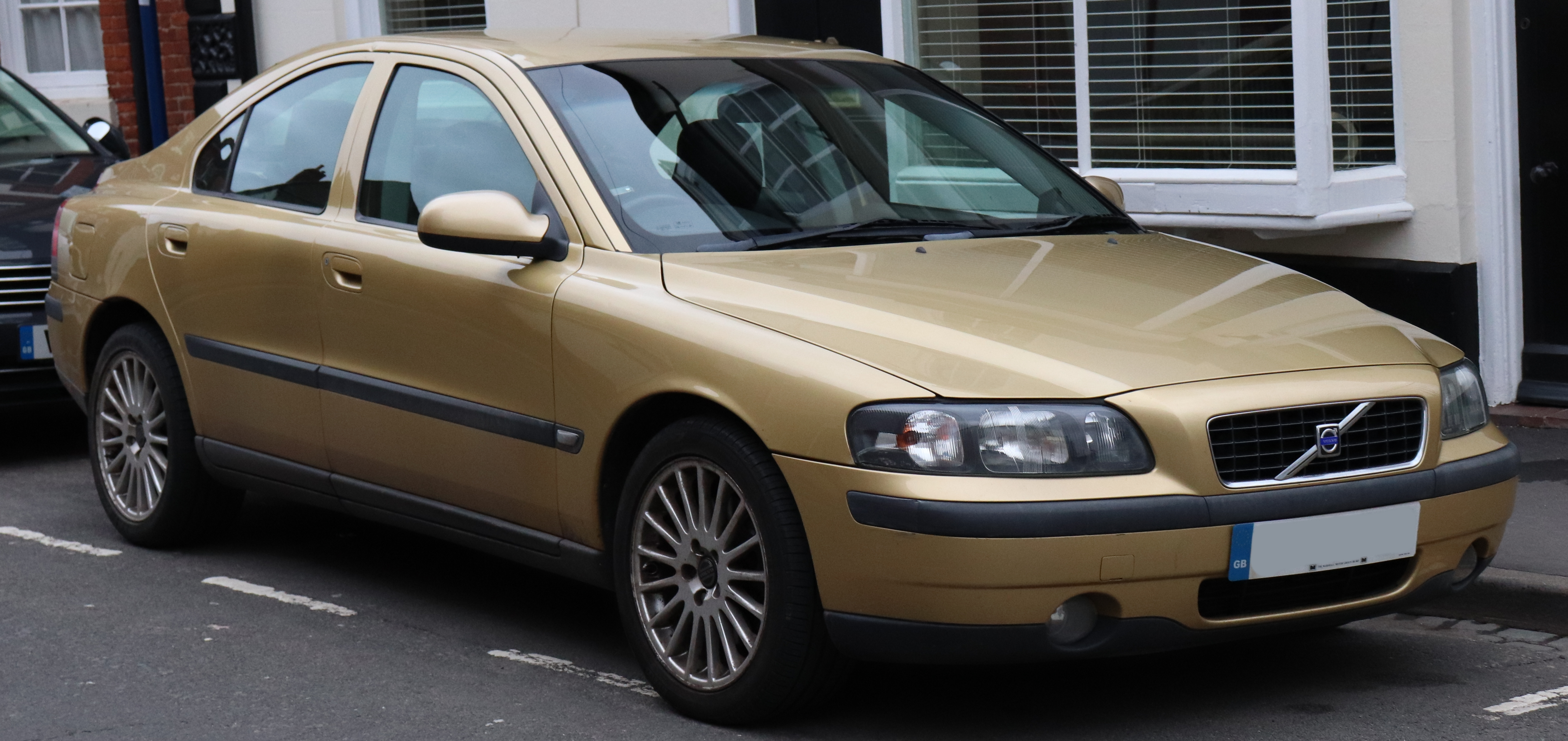
1ª geração (2001–2010)
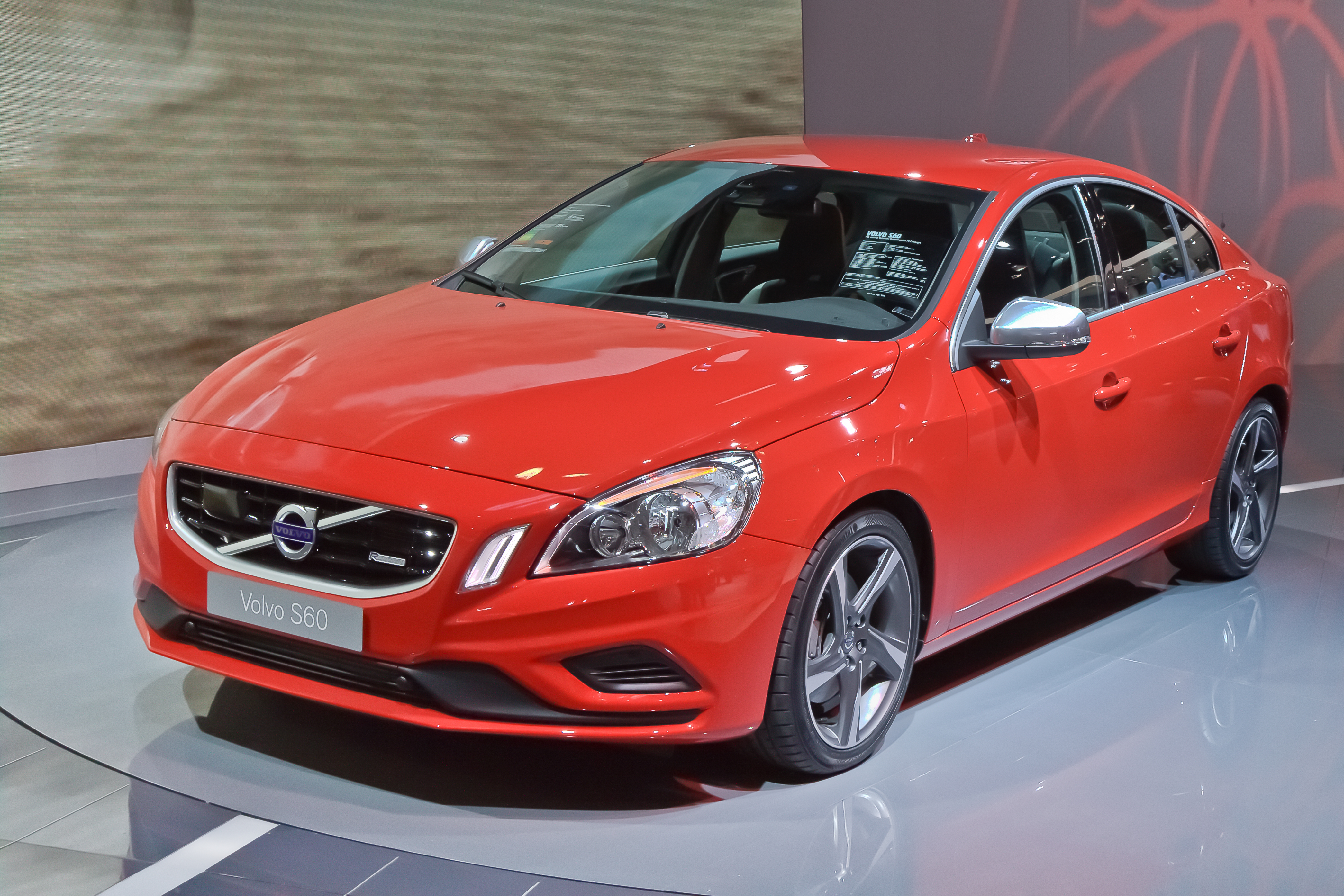
2ª geração (2010–2018)
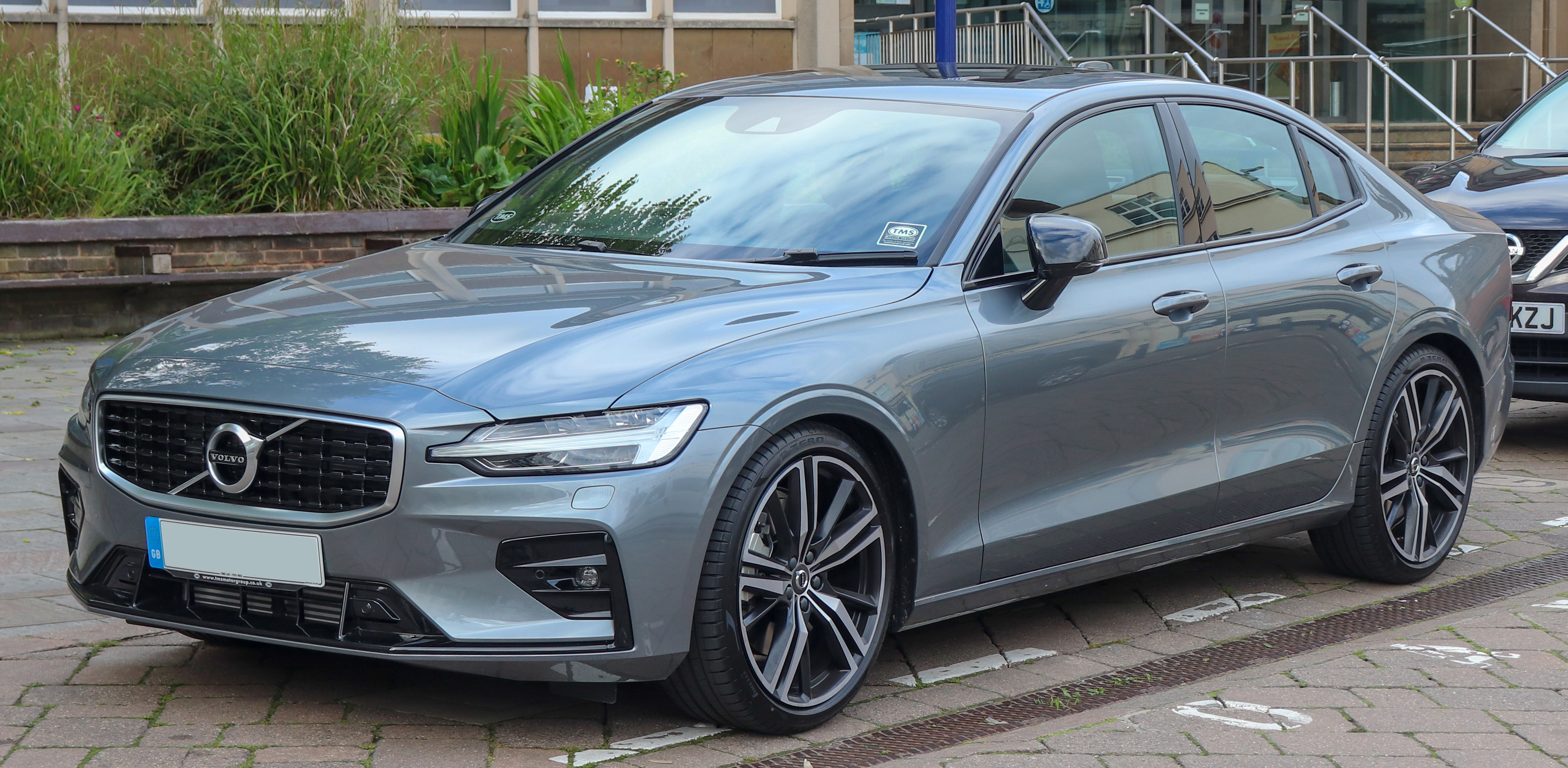
3ª geração (2018–presente)